# Мерсье, Морис
Мори́с Мерсье́ (фр. Maurice Mercier) — французский кёрлингист.
В составе мужской сборной Франции участник чемпионата мира 1974 (заняли пятое место) и трёх чемпионатов Европы (лучший результат — пятое место в 1981). Чемпион Франции среди мужчин.
Играл в основном на позициях второго и третьего. В сезоне 1984—1985 был скипом команды.

## Достижения
- Чемпионат Франции по кёрлингу среди мужчин: золото (1984)[3][4].

## Команды
| Сезон   | Четвёртый    | Третий        | Второй       | Первый           | Турниры            |
| ------- | ------------ | ------------- | ------------ | ---------------- | ------------------ |
| 1973—74 | Пьер Дюкло   | Раймон Буве   | Морис Мерсье | Альдо Мерлин     | ЧМ 1974 (5 место)  |
| 1975—76 | Пьер Боан    | Жан-Луи Сибюэ | Морис Мерсье | Georges Panisset | ЧЕ 1975 (6 место)  |
| 1981—82 | Андре Трон   | Морис Мерсье  | Yves Tronc   | Жан-Франсуа Орсе | ЧЕ 1981 (5 место)  |
| 1984—85 | Морис Мерсье | Тьерри Мерсье | Жак Жюльен   | Emile Pomi       | ЧЕ 1984 (11 место) |
| 2003—04 | Vic Rocque   | Морис Мерсье  | Norm Hempel  | John Regnier     | [ 5 ]              |

(скипы выделены полужирным шрифтом)